# テキーラ・サンストローク
テキーラ・サンストロークは、冷たいタイプのロングドリンクに分類される、テキーラをベースとしたカクテルである。なお、サンストローク（Sunstroke）とは、日射病を意味する英語。「テキーラ・＊＊」というカクテルとしては、他に「テキーラ・サンライズ」つまり日の出（Sunrize）、「テキーラ・サンセット」つまり日没（Sunset）という有名な、冷たいタイプのロングドリンクが存在する。このテキーラ・サンストロークは、それらの間、つまり、昼の日差しをイメージして作られたものと言われる。ただし、テキーラ・サンストロークのレシピは、ウォッカをベースとするカクテルである、ソルティ・ドッグの変形に過ぎないとする評価もある。

## レシピ
- テキーラ ＝ 30〜45ml
- グレープフルーツ・ジュース ＝ 60〜90ml
- ホワイト・キュラソー ＝ 1〜2tsp

### 作り方
氷を入れたオールド・ファッションド・グラス（容量180〜240ml程度）に、テキーラ、グレープフルーツ・ジュース、ホワイト・キュラソーを注いでステアすれば完成である。

### 備考
- グレープフルーツ・ジュースは、その場でグレープフルーツを絞ったものを使用するのがベストであるが、

市販のジュースを用いても良い。
- ホワイト・キュラソーは省略される場合もあるが、省略しないことが望ましい[2]。
- グラスを飾る場合がある。定型は無いが、グレープフルーツを適切なサイズに切ったもの、レモンの果皮、グリーン・チェリーなどが使用される例が見られる。

## 主な参考文献
- 稲保幸『スタンダードカクテル』 新星出版 1993年2月25日発行 ISBN 4-405-09577-9
- 福西英三『カクテルズ』 ナツメ社 1996年9月1日発行 ISBN 4-8163-1744-9